# 中秋帖
《中秋帖》，是晉朝書法家王獻之的墨寶，全文二十二個字。

## 历史
現存此帖一般認為是宋朝米芾根據《十二月割帖》的不完全臨本。
乾隆皇帝將其與《快雪時晴帖》和《伯遠帖》合稱「三希」，並在養心殿西暖閣設立三希堂收納這三件書法。民國初年敬懿皇貴妃將此帖帶出宮。北平四大收藏家之一的郭葆昌在“品古斋”購得《中秋帖》和《伯远帖》。郭葆昌向故宮博物院文物館副館長馬衡、徐森玉和科長莊嚴允諾，百年之後將此二帖無條件歸還故宮。1940年，郭葆昌去世，此二帖归其子郭昭俊所有。1949年，中共解放軍解放北平前夕，郭昭俊带着《中秋帖》和《伯远帖》逃到台湾。郭昭俊向故宮博物院的副院長莊嚴表示願意出售“二希”。當時臺灣經濟凋敝，莊嚴四處籌措資金，終究沒能在約定的時間內拿出錢來。郭昭俊因做生意关系遠赴香港，将《中秋帖》和《伯远帖》押给一位印度人。那印度人以十多万港币抵押給香港汇丰银行，赎期定在1951年11月底。
1951年10月初，正在香港的徐伯郊得知此事，立即向郑振铎报告。徐伯郊又寫信给故宫博物院院长马衡，马衡向國務院总理周恩來报告此事的原委。1951年周恩來有意願將《伯遠帖》、《中秋帖》以50万港币購回並指示：“同意购回《中秋》、《伯远》二帖。惟须派负责人员及识者前往鉴别真伪，并须经过我方现在香港的可靠银行，查明物主郭昭俊有无讹骗或高抬押价之事，以保证两帖能够顺利购回。”由徐鹿君、徐伯郊和郭昭俊三人化装成船员赴港与汇丰银行方面谈判。是年12月3日，《中秋帖》和《伯远帖》回到了北京。23日，“二希”在北海团城进行第一次展出，马叙伦、陈叔通、章伯钧等均在受邀之列；马叙伦曾告诉马衡，《中秋帖》並非真迹，而是米芾所临。1951年12月27日，王冶秋亲自将《中秋帖》和《伯远帖》交故宮博物院收藏。現存北京故宮博物院。
宋内府《宣和书谱》、明张丑《清河书画舫》、《清河见闻表》、《清河秘箧表》、汪砢玉《珊瑚网书跋》，清顾復《平生壮观》、卞永誉《式古堂书画汇考》、吴升《大观录》、内府《石渠宝笈·初编》等书著录。

## 原文
中秋不復不得相還為即甚省如何然勝人何慶等大軍。
- 卷前引首清高宗弘历行书题“至寶”两字。
- 前隔水乾隆御题一段。
- 帖正文右上乾隆御题签“晉王獻之中秋帖”一行。
- 卷后有明董其昌、项元汴，清乾隆帝题跋，并附乾隆帝、丁观鹏绘画各一段。
- 卷前后及隔水钤有宋北京“宣和”内府、南宋内府，明项元汴、吴廷，清内府等鑑藏印。

## 相关影视作品
- 国宝奇旅